# Windows Bitmap
BMP – format pliku z grafiką bitmapową. Opracowany pierwotnie dla systemu OS/2, wykorzystywany później także w interfejsach systemów z rodziny Microsoft Windows, jednak jako wolny od patentów jest dostępny i – mimo dużych rozmiarów – popularny jako format przechowywania danych również na wszystkich pozostałych platformach. Zawiera w sobie prostą kompresję bezstratną RLE (która nie musi być użyta), informację o użytych kolorach. Obsługuje tryby RGB oraz RGBA.

## Struktura pliku BMP
Plik BMP składa się z kilku części:
| Nazwa struktury        | Opcjonalna?              | Rozmiar                                                 | Przeznaczenie                                                              | Komentarz |
| ---------------------- | ------------------------ | ------------------------------------------------------- | -------------------------------------------------------------------------- | --- |
| Nagłówek pliku         | Nie                      | 14 Bajtów                                               | Przechowuje najważniejsze informacje o pliku.                              | Jest zbędny po załadowaniu obrazka do pamięci. |
| Nagłówek DIB           | Nie                      | Różny rozmiar (istnieje 7 różnych wersji tego nagłówka) | Przechowuje najważniejsze informacje o obrazie i definiuje format piksela. | Występuje bezpośrednio po nagłówku pliku. |
| Dodatkowa maska bitowa | Tak                      | 3 lub 4 DWORD (12 lub 16 bajtów)                        | Definiuje format piksela.                                                  | Występuje tylko wtedy, gdy nagłówek DIB jest w formacie BITMAPINFOHEADER.                                                                                                  |
| Tablica kolorów        | Zależy od liczby kolorów | Różny rozmiar                                           | Definiuje kolory użyte przez obraz (tablicę pikseli)                       | Występuje wtedy, gdy głębia kolorów ⩽ 8 |
| Gap1                   | Tak                      | Różny rozmiar                                           | Struktura dostosowująca                                                    | Artefakty znajdujące się, aż do offsetu pliku dla tablicy pikseli znajdującego się w nagłówku pliku.                                                                       |
| Tablica pikseli        | Nie                      | Różny rozmiar                                           | Definiuje wartości poszczególnych pikseli                                  | Format piksela zdefiniowany jest w nagłówku DIB lub w dodatkowej masce bitowej. Każdy wiersz tablicy pikseli jest wyrównany do wielokrotności 4 bajtów.                    |
| Gap2                   | Tak                      | Różny rozmiar                                           | Struktura dostosowująca                                                    | Artefakty znajdujące się, aż do offsetu danych ICC znajdującego się w nagłówku DIB.                                                                                        |
| Profil kolorów ICC     | Tak                      | Różny rozmiar                                           | Definiuje profil kolorów dla systemu zarządzania kolorem                   | Może zawierać ścieżkę do zewnętrznego pliku przechowującego profil kolorów. Po załadowaniu do pamięci jako „nie-spakowany DIB” znajduje się między tablicą kolorów a Gap1. |

### Nagłówek pliku
Ten blok znajduje się na początku pliku i jest używany do jego identyfikacji. Używa się go po to, by sprawdzić, czy jest to plik BMP i czy nie jest on uszkodzony. Pierwszymi dwoma bajtami w formacie BMP są znaki „B”, oraz „M” w kodowaniu ASCII. Wszystkie wartości całkowite są przechowywane w formacie little-endian (tj. najmniej znaczący bajt umieszczony jako pierwszy).
| Offset# | Rozmiar | Przeznaczenie |
| ------- | ------- | --- |
| 0000h   | 2 bajty | początek nagłówka używany do identyfikacji pliku BMP, DIB. Najczęściej wynosi 0x42 0x4D w systemie szesnastkowym, odpowiada to znakom BM w kodzie ASCII. Możliwe wartości: - BM – Windows 3.1x, 95, NT, ... itd. - BA – OS/2 struktura tablicy bitmapy - CI – OS/2 struktura kolorowej ikony - &CP – OS/2 stały wskaźnik koloru - IC – OS/2 struktura ikony - *PT – OS/2 wskaźnik |
| 0002h   | 4 bajty | Oznacza rozmiar całego pliku w bajtach |
| 0006h   | 2 bajty | zarezerwowany; zależy od aplikacji, która tworzy obraz |
| 0008h   | 2 bajty | zarezerwowany; zależy od aplikacji, która tworzy obraz |
| 000Ah   | 4 bajty | Offset, tzn. początkowy adres bitów tablicy pikseli. |

### Nagłówek DIB
Ta struktura przekazuje aplikacji informacje o obrazie, który będzie wyświetlany. Nagłówek jest dopasowany do wewnętrznych mechanizmów systemów Windows i OS/2 i posiada 7 różnych wariantów. Wszystkie z nich zawierają pole DWORD (32-bitowe), określające rozmiar nagłówka, dzięki niemu można określić typ nagłówka. Duża liczba wersji nagłówka jest spowodowana tym, że Microsoft rozszerzał informacje w nim zawarte kilka razy. Nowe, rozszerzone nagłówki mogą być używane z niektórymi funkcjami GDI i zapewniają większą funkcjonalność. Odkąd GDI wspomaga funkcję ładowania bitmap, większość aplikacji korzysta z tych funkcji. Jedną z konsekwencji jest to, że format odczytywanych plików zależy od wersji systemu, na którym uruchomiona jest aplikacja.
| Rozmiar | Nazwa nagłówka                      | Wspierane systemy operacyjne                             | Dodane funkcjonalności (rosnąco)                                                                                        | w plikach stworzonych przez program |
| ------- | ----------------------------------- | -------------------------------------------------------- | --- | ----------------------------------- |
| 12      | BITMAPCOREHEADER OS21XBITMAPHEADER  | OS/2 i wszystkie wersje Windows począwszy od Windows 3.0 | |                                     |
| 64      | BITMAPCOREHEADER2 OS22XBITMAPHEADER | OS/2                                                     | Dodaje pół-tonowanie. Dodaje kompresje RLE oraz Huffman 1D.                                                             |                                     |
| 40      | BITMAPINFOHEADER                    | wszystkie wersje Windows począwszy od Windows 3.0        | Likwiduje kompresje RLE-24 oraz Huffman 1D. Dodaje obsługę 16bpp oraz 32bpp pikseli. Dodaje opcjonalną maskę bitów RGB. | Adobe Photoshop                     |
| 52      | BITMAPV2INFOHEADER                  | Brak danych.                                             | Usuwa opcjonalną maskę bitów RGB. Dodaje obowiązkową maskę bitów RGB.                                                   |                                     |
| 56      | BITMAPV3INFOHEADER                  | Brak danych.                                             | Dodaje obowiązkową maskę bitową dla kanału alfa.                                                                        | Adobe Photoshop                     |
| 108     | BITMAPV4HEADER                      | wszystkie wersje Windows począwszy od 95/NT4             | Dodaje typ przestrzeni barw oraz korekcje gamma.                                                                        |                                     |
| 124     | BITMAPV5HEADER                      | Windows 98/2000 i nowsze.                                | Dodaje profile kolorów ICC.                                                                                             |                                     |

Nagłówek BITMAPINFOHEADER składa się z 40 bajtów i zbudowany jest w następujący sposób:
| Offset względem początku pliku | Rozmiar w bajtach | Nazwa           | Opis zawartości |
| 14                             | 4                 | biSize          | Wielkość nagłówka informacyjnego. Długość stąd do końca nagłówka – 40, czasem mniej |
| 18                             | 4                 | biWidth         | Szerokość obrazu w pikselach |
| 22                             | 4                 | biHeight        | Wysokość obrazu w pikselach |
| 26                             | 2                 | biPlanes        | Liczba warstw kolorów, zwykle 1 |
| 28                             | 2                 | biBitCount      | Liczba bitów na piksel |
| 30                             | 4                 | biCompression   | Algorytm kompresji |
| 34                             | 4                 | biSizeImage     | Rozmiar samego rysunku |
| 38                             | 4                 | biXPelsPerMeter | Rozdzielczość pozioma |
| 42                             | 4                 | biYPelsPerMeter | Rozdzielczość pionowa |
| 46                             | 4                 | biClrUsed       | Liczba kolorów w palecie |
| 50                             | 1                 | biClrImportant  | Liczba ważnych kolorów w palecie (gdy 0, to wszystkie są ważne); pole to stosuje się przy animacji bitmap poprzez rotację kolorów. Oznacza, od którego koloru paleta ma być podmieniana. |
| 51                             | 1                 | biClrRotation   | Flaga sygnalizująca, czy ma następować rotacja palety (domyślnie 0 – brak rotacji). Jeśli flaga jest ustawiona na 1, następuje podmiana palety.                                          |
| 52                             | 2                 | biReserved      | |

### Paleta kolorów
Po części nagłówkowej pliku BMP zazwyczaj znajduje się paleta.
Można tu wyodrębnić 2 przypadki:
- W trybach 8-bitowych paleta zbudowana jest z opisów kolorów, gdzie każdy kolor opisany jest za pomocą 4 bajtów (B, G, R, nieużywany lub alpha). Każdą ze składowych koloru należy podzielić przez 4.
- W trybach o większej liczbie kolorów niż 256 paleta nie występuje, a kolor piksela w obrazie zapisywany jest przy pomocy numeru kolejnego koloru, który jest wyliczany ze wzoru:
Nr Koloru = R + 256 ⋅ G + 65536 ⋅ B,
gdzie:
  - R – wartość składowej czerwonej,
  - G – wartość składowej zielonej,
  - B – wartość składowej niebieskiej.

### Tabela pikseli
Następnie w pliku znajdują się dane obrazowe.
Linie obrazu zapisywane są od dołu do góry.
W obrazach TrueColor punkty zapisywane są w kolejności B, G, R (trzy bajty), w obrazach o mniejszej liczbie kolorów zapisywane są one na mniejszej ilości bajtów – przykładowo 16-bitowa bitmapa (High Color) zapisuje na dwóch bajtach [5bitów B][6bitów G][5bitów R]. Dla plików z liczbą kolorów mieszczącą się w liczbie ośmiobitowej kolor zapisywany jest jako numer koloru (wskaźnik) w palecie.
Należy zwrócić uwagę, że (poniekąd ze względów historycznych) w wierszu danych pliku BMP jest zawsze zapisana wielokrotność 4 bajtów. Jeśli wiersz danych ma długość (w bajtach) inną niż podzielna przez 4, to dopisuje się bajty o wartości 0, tak aby w danym wierszu ilość bajtów była wielokrotnością 4.
Animowane bitmapy – powstają z cyklicznej podmiany kolorów w palecie, przykładem może być logo startowe systemu Windows. Animowane bitmapy można tworzyć dla obrazów 8-bitowych.
Należy zwrócić szczególną uwagę na zapis kolejnych bajtów danych obrazu: nie jest to [R, G, B], ale [B, G, R].